# Miami Heat 1992-1993
La stagione 1992-93 dei Miami Heat fu la 5ª nella NBA per la franchigia.
I Miami Heat arrivarono quinti nella Atlantic Division della Eastern Conference con un record di 36-46, non qualificandosi per i play-off.

## Risultati
| Squadra            | V  | P  | %    | GB |
| ------------------ | -- | -- | ---- | -- |
| N.Y. Knicks        | 60 | 22 | 73,2 | -  |
| Boston Celtics     | 48 | 34 | 58,5 | 12 |
| N.J. Nets          | 43 | 39 | 52,4 | 17 |
| Orlando Magic      | 41 | 41 | 50,0 | 19 |
| Miami Heat         | 36 | 46 | 43,9 | 24 |
| Philadelphia 76ers | 26 | 56 | 31,7 | 34 |
| Washington Bullets | 22 | 60 | 26,8 | 38 |

## Roster
| N° | Naz.                   | Ruolo | Sportivo      | Anno | Alt. | Peso \|\| |
| -- | ---------------------- | ----- | ------------- | ---- | ---- | --------- |
| 2  | Stati Uniti (bandiera) | GA    | Keith Askins  | 1967 | 201  | 89        |
| 3  | Stati Uniti (bandiera) | G     | Steve Smith   | 1969 | 201  | 91        |
| 4  | Stati Uniti (bandiera) | C     | Rony Seikaly  | 1965 | 211  | 104       |
| 12 | Stati Uniti (bandiera) | G     | Bimbo Coles   | 1968 | 185  | 82        |
| 20 | Stati Uniti (bandiera) | G     | Brian Shaw    | 1966 | 198  | 86        |
| 21 | Stati Uniti (bandiera) | G     | Kevin Edwards | 1965 | 191  | 86        |
| 22 | Stati Uniti (bandiera) | AC    | John Salley   | 1964 | 211  | 104       |
| 32 | Stati Uniti (bandiera) | G     | Harold Miner  | 1971 | 196  | 95        |
| 33 | Stati Uniti (bandiera) | AC    | Alec Kessler  | 1967 | 211  | 104       |
| 34 | Stati Uniti (bandiera) | GA    | Willie Burton | 1968 | 203  | 95        |
| 41 | Stati Uniti (bandiera) | A     | Glen Rice     | 1967 | 201  | 98        |
| 43 | Stati Uniti (bandiera) | A     | Grant Long    | 1966 | 203  | 102       |
| 52 | Stati Uniti (bandiera) | C     | Matt Geiger   | 1969 | 213  | 110       |

## Staff tecnico
- Allenatore: Kevin Loughery
- Vice-allenatori: Bob Staak, Alvin Gentry
- Preparatore atletico: Ron Culp